# Edifício Copan
23°32′47″N 46°38′39″T / 23,54639°N 46,64417°T
Edifício Copan là một nhà chọc trời ở São Paulo, Brasil. Hoàn thành năm 1966 với chiều cao 140 m. Nó được thiết kế bởi kiến trúc sư Oscar Niemeyer.